# Drachensee (Tirol)
Der Drachensee ist ein Bergsee im österreichischen Bundesland Tirol. Er liegt im Mieminger Gebirge, umgeben von Bergen wie der Sonnenspitze, dem Drachenkopf und dem Grünstein. Der See liegt oberhalb des Seebensees auf einer Höhe von 1910 m. Die Coburger Hütte, welche gleich neben dem See liegt, bietet Einkehrmöglichkeit und ist ein beliebtes Wanderziel.